# State of Shock
State of Shock - singel The Jacksons i Micka Jaggera z albumu Victory. Piosenka została napisana przez Michaela Jacksona i Randy'ego Hansena. 
Utwór miał być nagrany wspólnie z Freddiem Mercurym, jednak z powodów różnych zobowiązań jakie mieli obaj wokaliści oraz braku czasu, do nagrania nie doszło, czego Mercury bardzo potem żałował. Wersja demo, duet Michael Jackson - Freddie Mercury w 2002 roku przeciekła do internetu.

## Lista Utworów
1. State Of Shock
2. Your Ways

## Notowania
| Lista (1984)                      | Najwyższa pozycja |
| --------------------------------- | ----------------- |
| Billboard Hot 100                 | 3                 |
| Billboard Hot R&B/Hip-Hop Singles | 4                 |
| UK Singles Chart                  | 14                |